# Adolf Rusch
Adolf Rusch von Ingweiller (parfois latinisé Rischius, Ruscum ou Ruscus) est un imprimeur, libraire et papetier né vers 1435 vraisemblablement à Ingwiller (Ingweiller en allemand) en Alsace, alors dans le Saint-Empire romain germanique, et décédé le 26 mai 1489 à Strasbourg. Il a été le premier éditeur de l'aire germanique à employer la typographie Antiqua dans ses travaux.

## Biographie
Originaire d’Ingwiller, alors sous l’autorité des sires de Lichtenberg au XVe siècle, Adolf Rusch exerce en tant que scripteur pour ces derniers. Il rejoint ensuite Strasbourg et s’initie à l’imprimerie auprès de Johannes Mentelin (Jean Mentel) dont il épouse la fille aînée Salome vers 1466. Il s’établit à son compte durant la même année bien que ses premiers imprimés datent de 1463.
Rédigeant sa correspondance en latin et en contact avec des humanistes comme Jacques Wimpfeling, Sébastien Brant et Rudolph Agricola, Rusch édite des auteurs antiques tels que Plutarque, Sénèque, Térence et Virgile. En 1470, il devient l’associé de son beau-père qu'il représente lors des foires : la collaboration entre les deux hommes est étroite à tel point que Rusch utilise les caractères typographiques conçus par Mentelin pour imprimer des œuvres théologiques et médicales. En 1473 ou 1474, Rusch édite le traité liturgique Rationale divinorum officiorum de l’évêque Guillaume Durand : il utilise alors pour la première fois la typographie Antiqua, inspirée des lettres capitales romaines.
À la mort de Mentelin en 1478, Rusch lui succède à la tête de l’atelier situé dans la « Dornengasse » (rue de l’Épine) à Strasbourg dont il devient citoyen lorsqu’il en achète le droit de bourgeoisie. Son atelier s’agrandit et, afin de satisfaire toutes les commandes qu’il reçoit, il en confie certaines à des plus petites imprimeries de Strasbourg. Il collabore également avec des imprimeurs d’autres villes comme Anton Koberger de Nuremberg, Jakob Wolff (von Pforzheim) et Johann Amerbach de Bâle. Rusch fabrique par ailleurs du papier qu’il vend à ces derniers ainsi qu’à des ateliers strasbourgeois. Il se fournit lui-même en papier suisse et italien auprès du célèbre fabricant Anton Gallizian (de) (parfois orthographié Gallicon, Gallician ou Galliziani). 
Alors qu’il travaille sur une édition illustrée de textes de Virgile, Rusch décède le 26 mai 1489 à Strasbourg après un état maladif.

## Œuvre
De nombreux incunables ont été pendant longtemps attribués à un éditeur anonyme surnommé « imprimeur à l’R bizarre » (der Drucker mit dem bizarren R, ou der R-Drucker en allemand) en raison de la forme particulière de cette lettre sur ces imprimés. La découverte d’un document à Lübeck au début du XXe siècle a finalement permis d’identifier cet imprimeur comme étant Adolf Rusch. Ainsi, sur les vingt-deux imprimés réalisés par ses soins que conserve la Bibliothèque nationale et universitaire de Strasbourg, seuls deux portent son nom.
Parmi les travaux qui sont attribués à Rusch se trouvent une édition latine des Vies parallèles des hommes illustres de Plutarque et le Catholicon de Giovanni Balbi. Il a également imprimé le Secretum de contemptu mundi de Pétrarque, les Lettres à Lucilius de Sénèque, l’Aggregator Paduanus de medicinis simplicibus de Giacomo Dondi et le Sophologium de Jacobus Magni. Il est possible que le nom de Rusch n’apparaisse pas sur les travaux qu’il aurait réalisé avec Johannes Mentelin.

## Divers
Adolf Rusch a possédé à Ingwiller le château de Rauschenbourg (parfois orthographié Ruschenburg ou Russenburg) qu’il a probablement hérité de Mentelin. Il semble que la dénomination du lieu provienne du nom de Rusch ou du verbe allemand « rauschen » (résonner) qui rappelle le bruit d’une presse d’imprimerie. La propriété aujourd'hui disparue était un château de plaine de forme carrée avec de larges fossés d’eau, un pont-levis, une chancellerie, une écurie, une prison, et une métairie.